# Íngrid Pons
Íngrid Pons Molina (Montgat, 27 febbraio 1975) è un'ex cestista spagnola.

## Carriera
Con la Spagna ha disputato i Giochi olimpici di Atene 2004, due edizioni dei Campionati mondiali (1998, 2002) e tre dei Campionati europei (1997, 2001, 2003).